# Бугорний провулок
Буго́рний прову́лок— провулок у Шевченківському районі міста Києва, місцевість Сирець. Пролягає від Бугорної вулиці до тупика.

## Історія
Провулок виник у 40-ві роки XX століття під назвою 444-а Нова вулиця. Сучасна назва — з 1944 року. Є однією з найкоротших вулиць Києва.

## Зображення

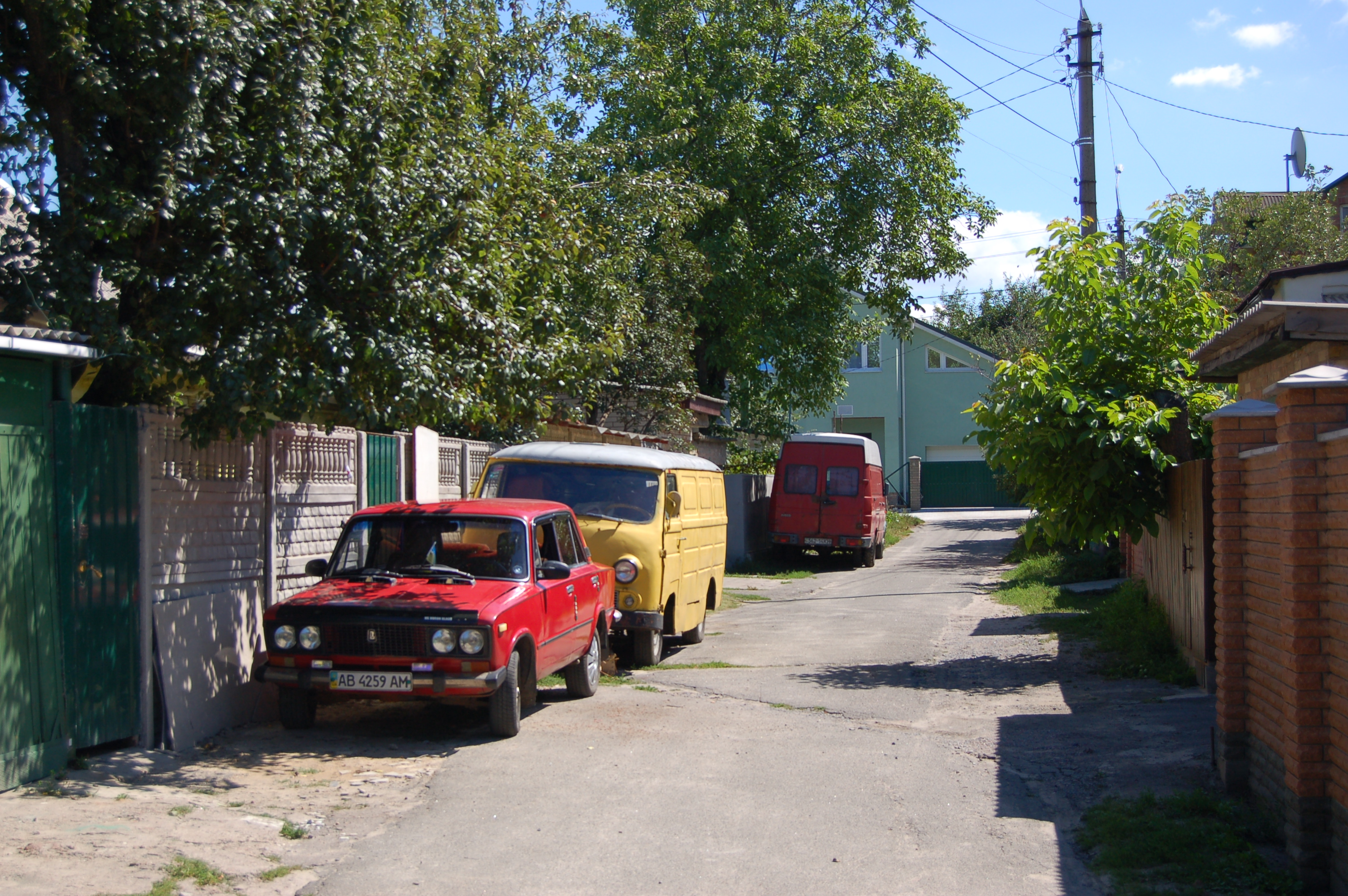
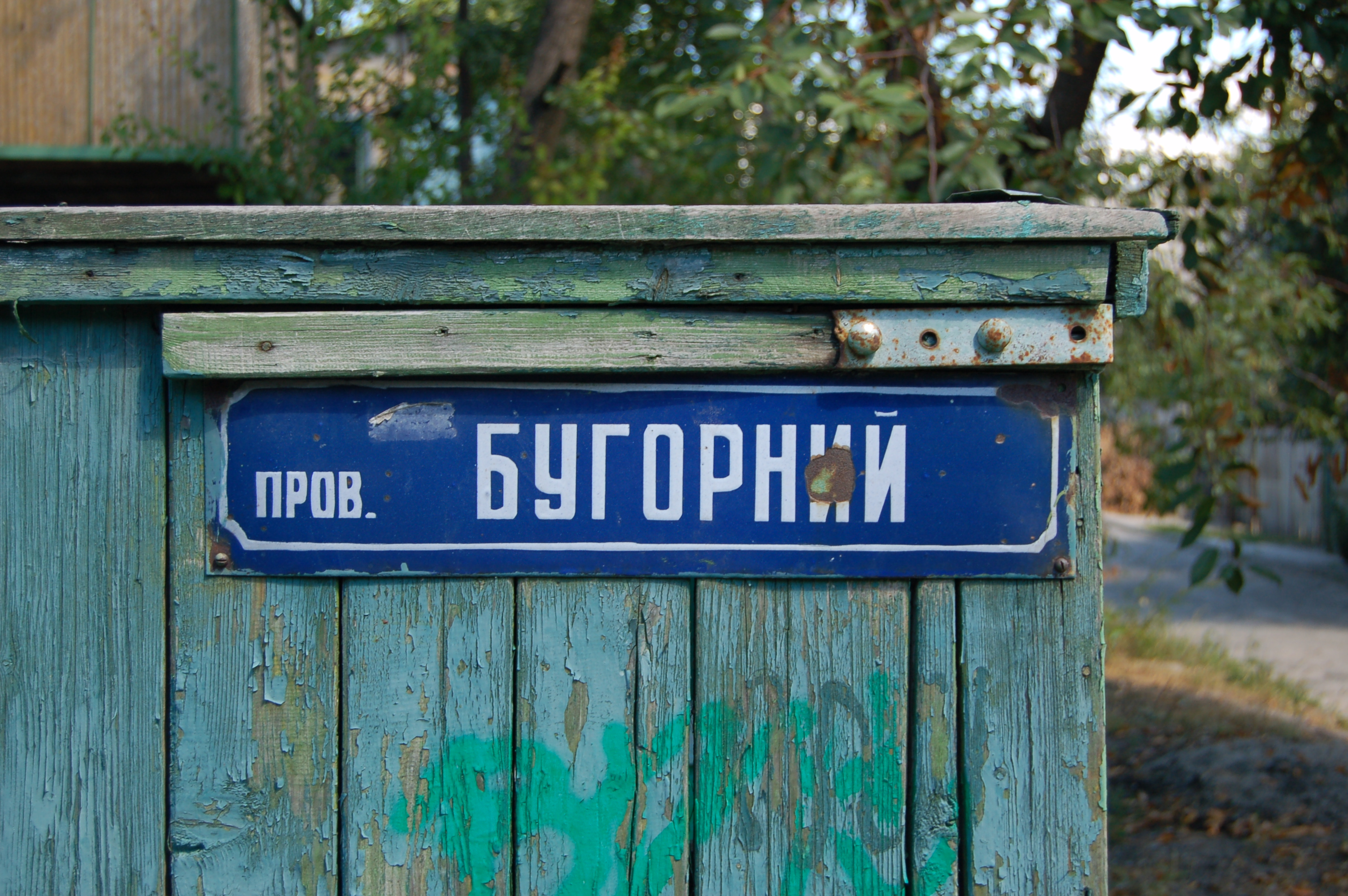
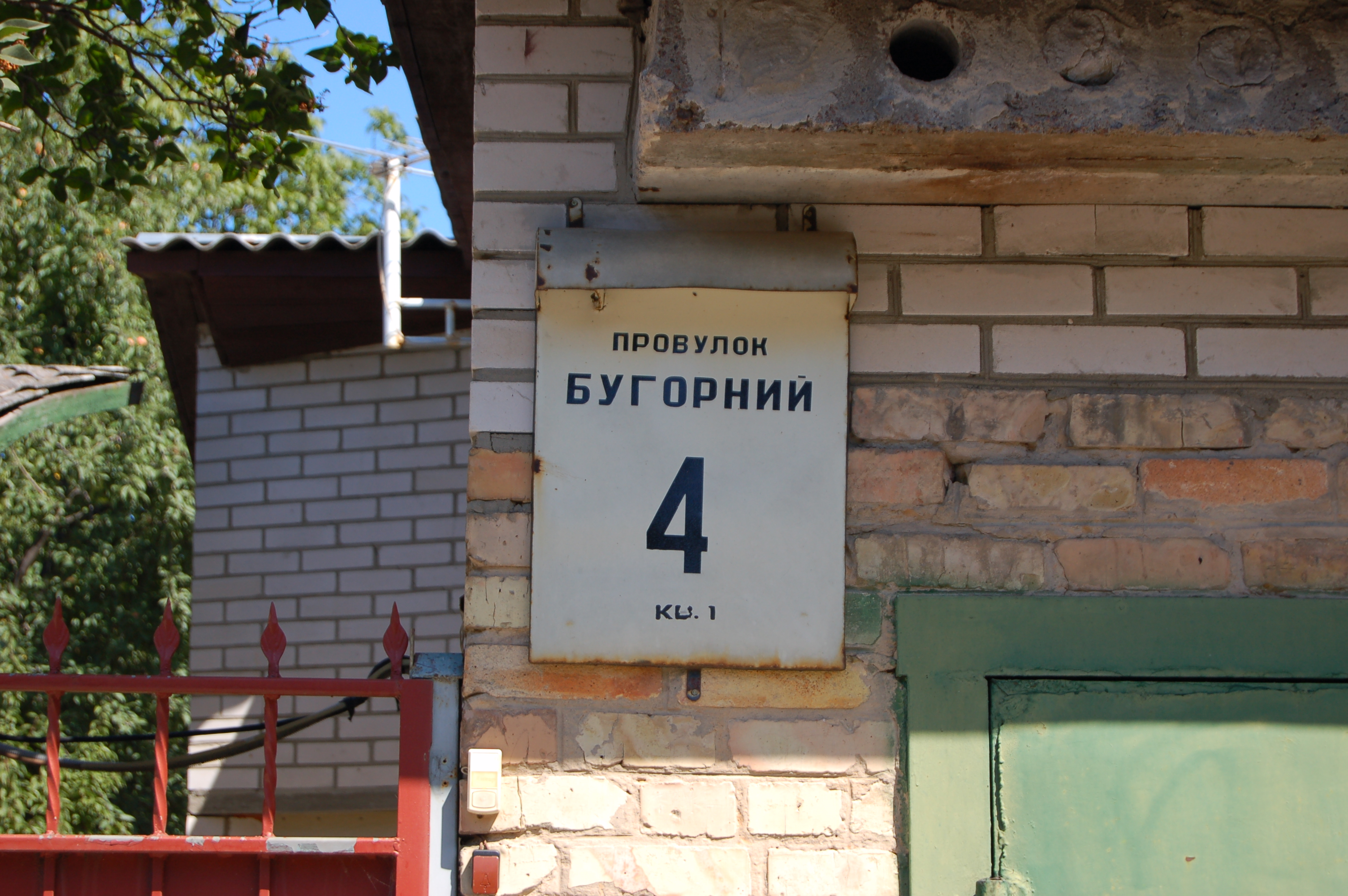